# Premier League Malti 1991-1992
L'edizione 1991-1992 della Premier League maltese è stata la settantasettesima edizione della massima serie del campionato maltese di calcio. Il titolo è stato vinto dal Valletta, alla sua quattordicesima affermazione.

## Classifica
|    | Classifica       | G  | V  | N | P  | GF | GS | Dif | Pt |
| -- | ---------------- | -- | -- | - | -- | -- | -- | --- | -- |
| 1  | Valletta         | 18 | 15 | 3 | 0  | 45 | 7  | +38 | 33 |
| 2  | Floriana         | 18 | 10 | 5 | 3  | 26 | 10 | +16 | 25 |
| 3  | Sliema Wanderers | 18 | 10 | 4 | 4  | 37 | 20 | +17 | 24 |
| 4  | Ħamrun Spartans  | 18 | 10 | 3 | 5  | 52 | 28 | +24 | 23 |
| 5  | Rabat Ajax       | 18 | 6  | 7 | 5  | 31 | 24 | +7  | 19 |
| 6  | Hibernians       | 18 | 5  | 7 | 6  | 19 | 23 | -4  | 17 |
| 7  | Birkirkara       | 18 | 4  | 8 | 6  | 18 | 26 | -8  | 16 |
| 8  | St. Andrews      | 18 | 4  | 1 | 13 | 14 | 44 | -30 | 9  |
| 9  | Żurrieq          | 18 | 2  | 5 | 11 | 20 | 47 | -27 | 9  |
| 10 | Mqabba           | 18 | 1  | 3 | 14 | 11 | 44 | -33 | 5  |

### Spareggio retrocessione
|  | St. Andrews | 2 – 0 | Żurrieq |  |

## Verdetti
- Valletta Campione di Malta 1991-1992
- Żurrieq e Mqabba retrocesse.